# Grup Feroviar Român

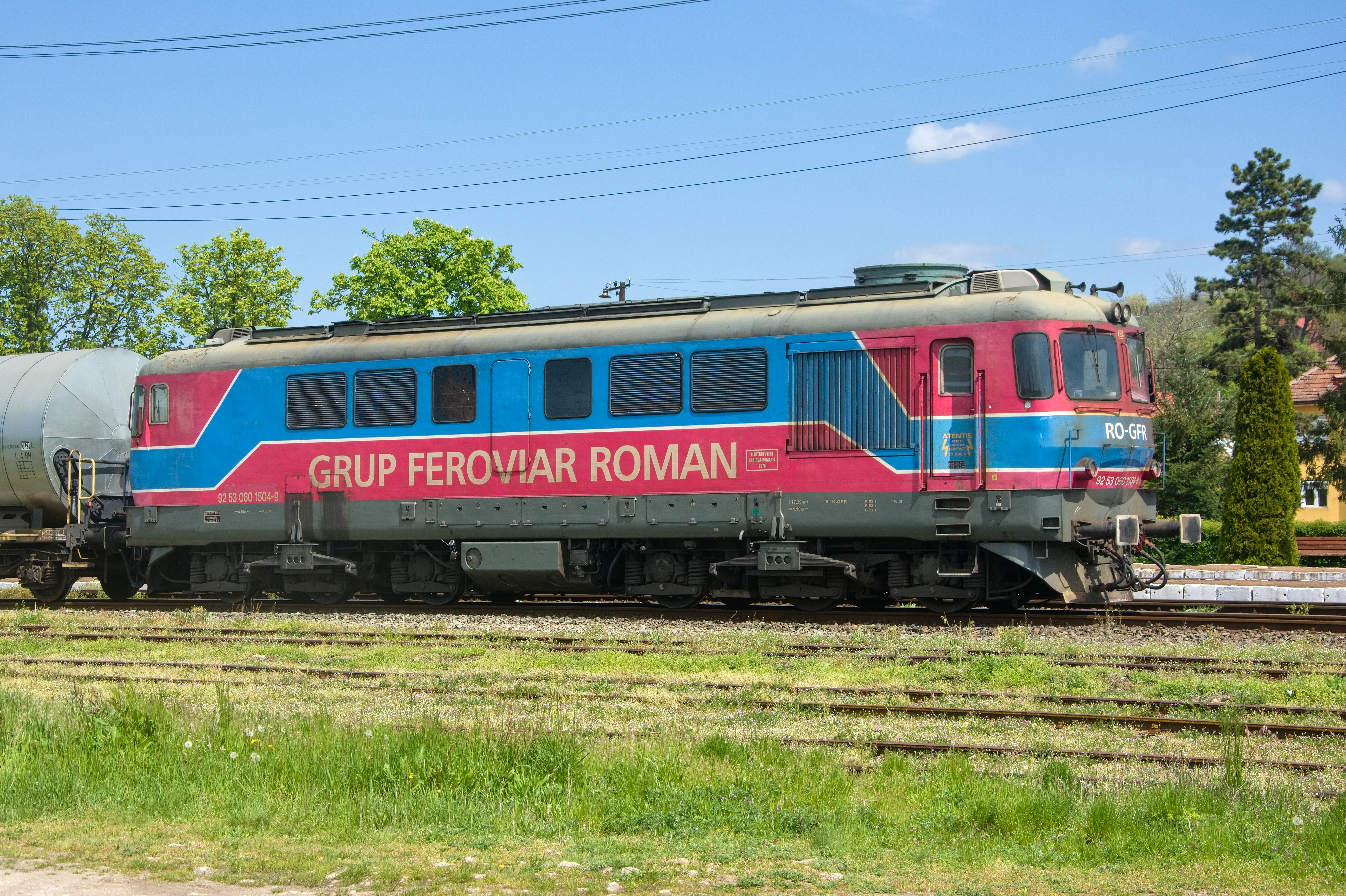

Die Grup Feroviar Român SA (GFR) ist ein rumänisches Eisenbahnunternehmen mit Sitz in Bukarest.
GFR ist das bekannteste Unternehmen der rumänischen Grampet-Gruppe. Das Unternehmen bietet Schienengüterverkehrsdienstleistungen an und betreibt Infrastruktur. 2001 begann GFR mit Rangierdienstleistungen unter dem Namen Romanian Railway Group. Der erste Güterverkehr war der Transport von Erdölprodukten für Petrom im Jahr darauf.
Zum ersten Mal lag im Jahr 2022 GFRs Umsatz über eine Milliarden Lei.

## Infrastruktur
GFR betreibt als Eisenbahninfrastrukturunternehmen folgende Bahnstrecken:
- Dorobanțu–Năvodari (25,7 km)
- Constanța-Palas–Năvodari (21,5 km)
- drei Anschlussgleise in Capu Midia (in Summe ca. 9 km)

GFR betreibt ein Logistikterminal GFR Terminal Bukarest auf einer Gesamtfläche von 110.000 Quadratmetern in Chitila.

## Schienengüterverkehr
Mit einem Fuhrpark von 16.000 Güterwagen und 380 Lokomotiven hat GFR einen Anteil am rumänischen Markt von weit über 20 %. GFR ist auch im internationalen Schienengüterverkehr aktiv.

## Bulgarien
Die Balgarska Schelesopatna Kompanija (bulgarisch Българска железопътна компания (БЖК), transl. Bălgarska Železnopătna Kompanija (BŽK), deutsch bulgarische Eisenbahngesellschaft) ist ein privates bulgarisches Eisenbahnunternehmen und  eine Tochtergesellschaft von GFR. Das 2004 gegründete Unternehmen hat seinen Sitz in Sofia.